# Sahin
Sahin (ukrainisch Загін; russisch Загон Sagon) ist ein Dorf im Süden der ukrainischen Oblast Tschernihiw mit etwa 100 Einwohnern.
Das Dorf wurde 1600 zum ersten Mal schriftlich erwähnt und liegt am Fluss Wereskuny (Верескуни), 33 Kilometer nordöstlich der Rajonshauptstadt Pryluky und 125 Kilometer südöstlich der Oblasthauptstadt Tschernihiw.
Am 28. August 2015 wurde das Dorf ein Teil der neugegründeten Siedlungsgemeinde Parafijiwka, bis dahin war es Teil der Landratsgemeinde Iwanyzja (Іваницька сільська рада/Iwanyzka silska rada) im Osten des Rajons Itschnja.
Am 17. Juli 2020 kam es im Zuge einer großen Rajonsreform zum Anschluss des Rajonsgebietes an den Rajon Pryluky.